# 自殺報道ガイドライン
- 自殺報道ガイドライン
- 自殺を予防する自殺事例報道のあり方
- 自殺予防 メディア関係者のための手引き
- 自殺対策を推進するためにメディア関係者に知ってもらいたい基礎知識
- 自殺予防を推進するためにメディア関係者に知ってもらいたい基礎知識

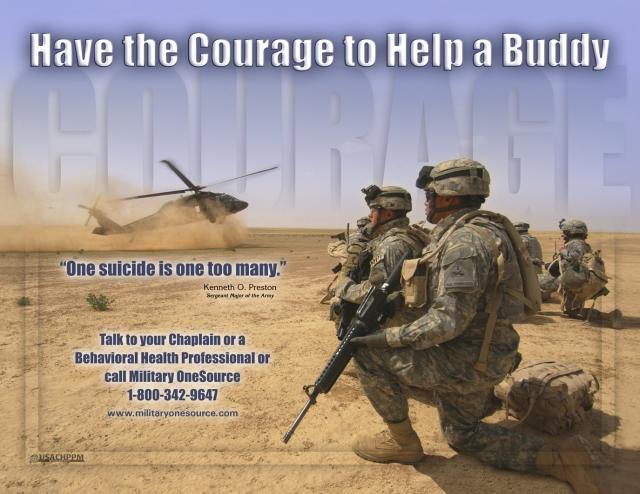
自殺予防を啓発するアメリカ陸軍のポスター

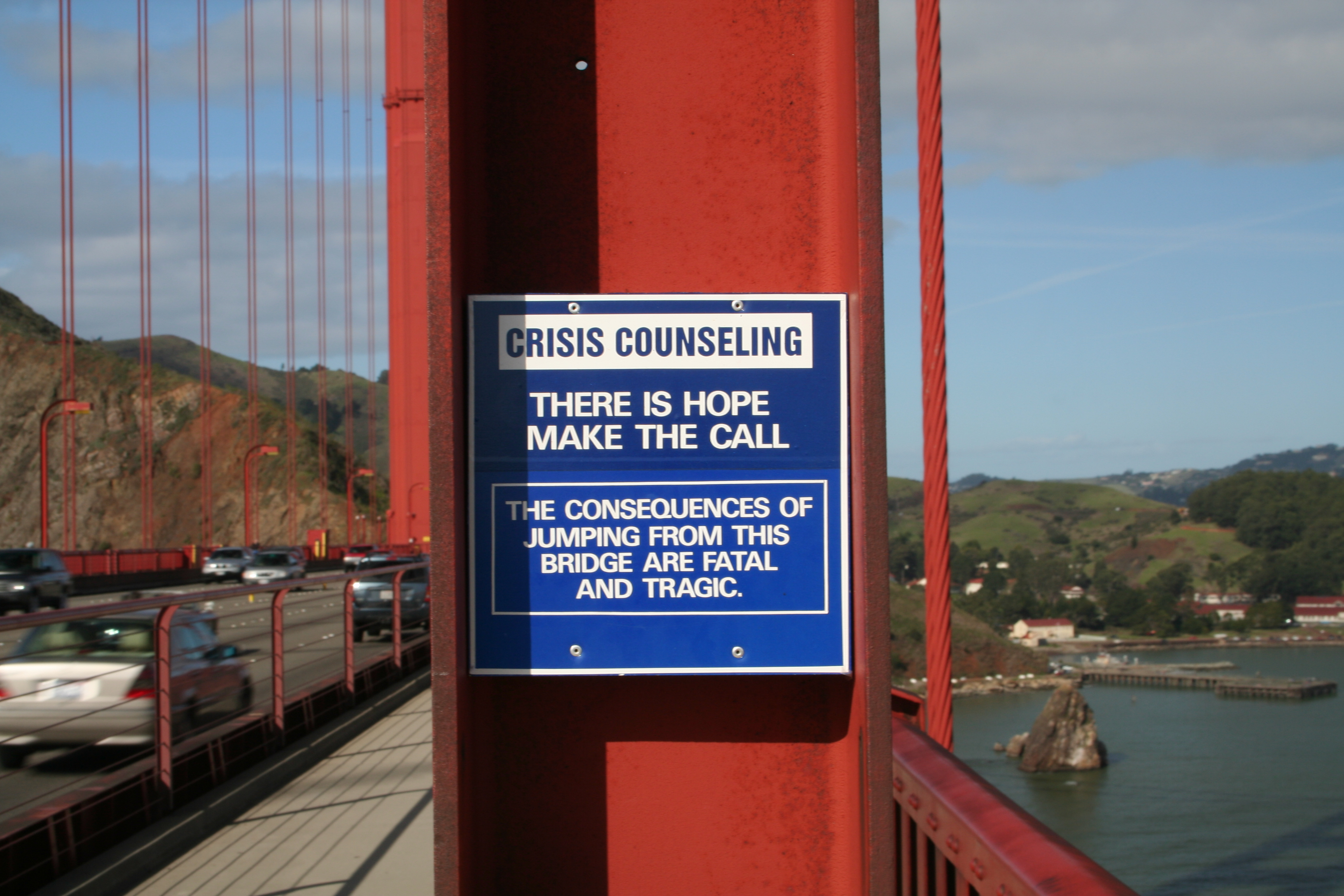
自殺多発地点に設置されている自殺予防のための電話

自殺報道ガイドライン（じさつほうどうガイドライン、Preventing Suicide - A Resource for Media Professionals）とは、世界保健機関（WHO）が2000年に発表した自殺防止を目的とする報道関係者向けの勧告である。
当初日本では2000年版を『自殺を予防する自殺事例報道のあり方』と訳していたが、2008年改訂版は『自殺予防 メディア関係者のための手引き』、2017年改訂版は『自殺対策を推進するためにメディア関係者に知ってもらいたい基礎知識』、2023年版は『自殺予防を推進するためにメディア関係者に知ってもらいたい基礎知識』に変更された。2023年版での名称変更は、「自殺予防」という用語は医学的色彩が強いこと、当時の我が国の自殺対策が包括的かつ社会的な取り組みへと進展しつつあること等を反映したものとされている。「自殺報道ガイドライン」は通称である。

## 根拠
1984年から1987年にかけて、オーストリアのウィーンでは、ジャーナリストが報道方法を変えたことで、地下鉄での自殺や類似の自殺が80%以上減少した。また、自殺率を減らす効果があった。さらに教員やスクールカウンセラーのために作成された『自殺予防に向けた学校の教職員のための資料』では世界的に15歳から19歳までの年齢層の死因に自殺が多いことを指摘している。
報道によって自殺を助長する効果をウェルテル効果、逆に抑制する効果をパパゲーノ効果として研究されている。

## 概要（2023年最新版）
2023年９月に公表された。「するべきこと（Dos）」と「してはいけないこと（Don’ts）」をまとめた 「クイック・レファレンスガイド」が更新され、自殺を予防する報道の肯定的な影響を指す「パパゲーノ効果」に関する最新の研究についての記載が増えた。「してはいけないこと」に、「遺書の詳細を報じない」「自殺の原因を単純化したり、一つの要因に決めつけたりしない」の2項目が追加された。

### するべきこと（Dos）
- 自殺を考えたり自殺の危機が高まったりしたときに、どこに、どのようにして助けを求めればよいか、正しい情報を提供する
- 自殺や自殺予防に関して、正確な情報に基づいた事実を周知する
- 生活の中でストレスを抱えたり、自殺を考えたりしたときの対処法や助けを求めることの大切さについて報道する
- 有名人の自殺を報じる際には、特に注意を払う
- 家族や友人などを自殺で亡くした方、自殺を考えたことがある方や自殺未遂をしたことがある方に取材をする際には、慎重に行う
- 自殺について報道するときに、メディア関係者自身がその影響を受けてしまう可能性があると認識する

### してはいけないこと（Don’ts）
- 自殺に関する内容をトップニュースとして扱ったり、報道を漫然と繰り返したりしない
- 自殺の手段を描写しない
- 場所に関する名称や詳細な情報を伝えない
- 自殺をセンセーショナルに扱ったり、美化したり、よくある普通のこととして扱ったり、あるいは問題を解決する有効な方法のように紹介したりする言葉やコンテンツは使用しない
- 自殺の原因を単純化したり、一つの要因に決めつけたりしない
- 見出しにセンセーショナルな言葉を使わない
- 自殺関連の写真、ビデオ映像、録音した音声、デジタルメディアやソーシャルメディアへのリンクを使用しない
- 遺書の詳細を報じない

## 過去の手引

### 2000年版 概要

#### すべきこと
- 事実の公表に際して保険の専門家と密接に連動する
- 自殺は自殺成功とではなく自殺既遂と呼ぶ
- 関連する情報だけを中面記事として公表する
- 自殺に代わる手段を強調する
- 電話相談や地域の支援機関に関する情報を提供する
- 危険指標や危険信号について周知させる

#### すべきではないこと
- 写真や遺書を公開する
- 具体的で詳細な自殺手段を報告する
- 単純化した理由付けをする
- 自殺を美化したり、扇情的に扱う
- 宗教的な固定観念や文化的固定観点を用いる
- 悪人探しをする

### 2008年版 概要
- 機会あるごとに公衆に自殺に関する知識を与える
- 自殺をセンセーショナルにする言葉や陳腐化させる言葉を使わず、また問題に対する解決策のように表現しない
- 自殺に関する話題を目立つように配置したり、過度に繰り返したりしない
- 既遂した自殺や自殺の試みの方法について詳細な説明をしない
- 自殺既遂や自殺の試みがなされた場所についての詳細な情報を提供しない
- 見出しの言葉遣いに注意する
- 写真や動画の利用には注意を払う
- 有名人の自殺を報道する際には特に気を配る
- 自殺により先立たれた人に対して十分な配慮を見せる
- 助けを求める場所についての情報を提供する
- メディア関係者自身も自殺に関する話題に影響されるということを認識する

### 2017年版 概要

#### すべきこと
- どこに支援を求めるかについて正しい情報を提供すること
- 自殺と自殺対策についての正しい情報を、自殺についての迷信を拡散しないようにしながら、人々への啓発を行うこと
- 日常生活のストレス要因または自殺念慮への対処法や支援を受ける方法について報道をすること
- 有名人の自殺を報道する際には、特に注意すること
- 自殺により遺された家族や友人にインタビューをする時は、慎重を期すること
- メディア関係者自身が、自殺による影響を受ける可能性があることを認識すること

#### すべきではないこと
- 自殺の報道記事を目立つように配置しないこと。また報道を過度に繰り返さないこと
- 自殺をセンセーショナルに表現する言葉、よくある普通のこととみなす言葉を使わないこと、自殺を前向きな問題解決策の一つであるかのように紹介しないこと
- 自殺に用いた手段について明確に表現しないこと
- 自殺が発生した現場や場所の詳細を伝えないこと
- センセーショナルな見出しを使わないこと
- 写真、ビデオ映像、デジタルメディアへのリンクなどは用いないこと

## 扱いについて
2020年、俳優の三浦春馬の死について、ガイドラインに違反して報道するメディアがあったため、メディア各社へ自殺予防民間団体が「ガイドライン」に従うように呼びかけがなされた。
2022年5月11日、芸人の上島竜兵の死去が明らかになり、同日に厚生労働省から各メディアに対しガイドライン遵守の要請が出されたが、一部のメディアがガイドラインに違反する報道を行ったことにより、同日中に厚生労働省などから「再度の注意喚起」として、ガイドライン遵守の要請が出される異例の事態となった。
また、多くの自殺に関する記事について文末に「日本いのちの電話」「こころの健康相談統一ダイヤル」など、悩みなどの相談窓口を紹介する慣例が浸透している。